# Castello-di-Rostino
Castello-di-Rostino település Franciaországban, Haute-Corse megyében. Lakosainak száma 508 fő (2022. január 1.). Castello-di-Rostino Lento, Bisinchi, Canavaggia, Morosaglia, Ortiporio és Valle-di-Rostino községekkel határos.

## Népesség
A település népességének változása:
| Lakosok száma | 320  | 274  | 252  | 343  | 428  | 455  | 471  | 490  | 499  | 508  |
|               | 1968 | 1982 | 1990 | 2006 | 2013 | 2015 | 2017 | 2019 | 2020 | 2022 |